# África Pratt
África Ruiz Pratt, coneguda artísticament com a Àfrica Pratt (Larraix, Marroc, 18 de setembre de 1946) és una actriu i vedette de Revista espanyola.

## Biografia
Filla d'un oficial de l'exèrcit destinat al Protectorat espanyol al Marroc, sent encara una adolescent es trasllada a Madrid i s'inicia en el món de l'espectacle a l'edat de 16 anys com a ballarina de la companyia de Celia Gámez. En aquesta època s'especialitza en el gènere de la Revista musical, i va aplegar èxits com El día de San Valentín y Dos piernas veinte millones.
Debuta al cinema el 1973 amb la pel·lícula Una monja y un Don Juan, de Mariano Ozores, qui la dirigiria en altres nou títols. Actriu habitual en comèdies de tall lleuger de l'època de la Transició, al costat d'altres actrius com Norma Duval o Marcia Bell., La llamaban La Madrina, També va aparèixer a revistes com Lui.
La seva carrera teatral va ser, per contra, més prolongada ja que va intervenir en desenes de muntatges.

## Trajectòria en teatre (parcial)
- Un mes de amor (1971)
- Cada oveja sin su pareja (1972)
- Diez negritos (1973)
- Una rosa en el desayuno (1975)
- Los viernes a las seis (1976)
- La muchacha sin retorno (1976)
- El segundo poder (1977), amb Fernando Rey
- ¡Oh, Calcuta! (1978)
- El sacerdote (1979)
- Una noche en su casa... señora (1979)
- Aspirina para dos (1980)
- Melocotón en almíbar (1981)
- La señora presidenta (1982), amb Manolo Gómez Bur
- La pereza (1984).
- No corran que es peor (1984)
- Cumpleaños feliz (1985).
- Patatus (1986)
- Oportunidad, bonito chalet familiar (1990)
- Háblame de Herbert (1992)
- El águila y la niebla (2002)
- Don Juan Tenorio
- Cyrano de Bergerac
- El alcalde de Zalamea
- El lazarillo de Tormes
- Pantaleón y las visitadoras
- La zapatera prodigiosa
- Viva la Pepa
- Prohibido suicidarse en primavera
- Yo me bajo en la próxima, ¿y usted?

## Filmografia (parcial)
- La llamaban La Madrina (1973).
- Fin de semana al desnudo (1974).
- Tío, ¿de verdad vienen de París? (1975).
- De profesión: polígamo (1975).
- Cuando el cuerno suena (1975).
- Madrid, Costa Fleming (1976).
- El segundo poder (1976)
- Cuando los maridos se iban a la guerra (1976).
- Cuentos de las sábanas blancas (1977).
- El sacerdote (1978).
- Los bingueros (1979).
- El erótico enmascarado (1980).
- ¿Dónde estará mi niño? (1981).
- ¡Qué gozada de divorcio! (1981).
- Los autonómicos (1982).
- El cura ya tiene hijo (1984).
- Al Este del Oeste (1984).
- Memorias del general Escobar (1984).
- Disparate nacional (1990).
- Tretas de mujer (1993).

## Premis
- Premis del Sindicat Nacional de l'Espectacle de 1976: Millor actriu secundària per El segundo poder.[6]